# Hilihoya
Hilihoya is een bestuurslaag in het regentschap Nias Selatan van de provincie Noord-Sumatra, Indonesië. Hilihoya telt 762 inwoners (volkstelling 2010).